# 爨龍顔碑
爨龍顔碑（さんりゅうがんひ）は、中国の南北朝時代、南朝の宋で大明2年（458年）に建てられた地元豪族の墓碑。前代にあたる東晋の「爨宝子碑」とともに「二爨碑」と呼ばれ、こちらの方が大きいことから「大爨」とも呼ばれる。
紙による法帖が一般的な六朝にあって、瘞鶴銘と並び数少ない金石文として知られている。
碑は現在も雲南省曲靖市陸良県馬街鎮の爨一族の墓所と伝えられる地に残されている。

## 被葬者と建碑の事情
被葬者である爨龍顔は正史に記録がないが、碑文によれば字を仕徳（しとく）といい、没年と推定される年から逆算すると東晋の太元9年（384年）に建寧郡（現在の雲南省）に生まれた。
爨氏は三皇五帝の一人である顓頊の子孫であると自称している。これに従うと漢民族ということになるが、『新唐書』南蛮伝に「西爨白蛮」「東爨黒蛮」と見えることをはじめとして「南蛮」の一部族として名が見えることから、元から南方異民族の豪族であるという説もあり、その素性については定説を見ていない。いずれにせよ龍顔の父親は龍驤補国将軍・八郡監軍・晋寧郡太守・建寧郡太守であったといい、この地域の大豪族であったことをうかがわせる。
龍顔は極めてまじめで温厚な人柄であったといい、まさにこの地の有力者である「太守」の息子にふさわしい器量を備えていたという。寧州の刺史が主簿（書記官）職を命じようとしたところ応じず（拒否した理由は不明）、三回別駕従事史（補佐官）に命じられてようやく仕官した。その働きぶりは相当なもので、義熙10年（414年）には州から朝廷に推挙されて郎中（省庁の中間管理職）となった。やがて軍人としての力も現わし、征西鎮将軍の幕僚として、また南蛮府の行参軍職になるなど、着実にその地位を上げていった。この頃には父と同じ建寧郡太守の職も得て、故郷に錦を飾ることとなった。また龍驤将軍・晋寧郡太守をも命じられ、多くの勲章を下賜されるなど、名目ともに地元の有力者としての地位を磐石とした。
東晋が滅び、宋となった後もその地位は安堵されたようで、元嘉9年（432年）には領内の大理周辺で起こった反乱を見事鎮圧、南の名将として名を馳せるに至った。この頃には官位も既存の龍驤将軍の他、護鎮蛮校尉・寧州刺史・邛都県侯となっていた。その後も龍顔は南方の名士としてこの地を統治し、丙戌年＝元嘉23年（446年）12月にその生を全うした。享年61。
当初龍顔の息子は父を讃えて碑を建てるつもりであったが、その途中で急死してしまった。このため跡を継いだ孫たちである次男の爨驎紹、三男の爨驎暄、四男の爨驎崇（長男は夭折）を筆頭に、州の協力を受けながら一族が自ら石を調達し、死から12年後の大明2年（458年）9月に爨道慶の碑文によりこの碑を建てることになった。これが「爨龍顔碑」である。

## 碑文と書風
碑文は楷書に酷似した書体で1行45字、全24行。この他碑の裏に建碑者の名前などが列記されている。碑額には本文と同じ楷書調の書体で「宋故龍驤将軍護鎮蛮校尉寧州刺史邛都県侯爨使君碑」と記されている。碑は表面の磨耗が激しいが、現在も何とか全文読むことが可能である。
内容は被葬者・爨龍顔の系譜を語った後、生前の業績、建碑の事情を記す、典型的な墓碑銘・墓誌銘のスタイルをとる。六朝のいわゆる「四六駢儷体」に近い文体で、『論語』からの引用によって徳を讃えるなど非常に讃美色の強い内容となっている。
書風については、一見するとこの当時発展した独特の楷書「六朝楷書」に見えるが、現在では完全な楷書ではなく、あくまで「六朝楷書」の味を付け加えた「楷書風」の書体であると考えられている。異体字や俗字が極めて多く、非常に剛毅木訥で野趣にあふれたその書風ばかりでなく、漢民族王朝の元中心地で北朝の本拠地である中原の文化が、華南の奥までも浸透していたことを示す史料として興味深い書蹟である。

## 研究と評価
一般的にこの碑が「発見」されたのは清の道光3年（1823年）、考証学者・阮元によるものとされている。彼はこれを「雲南最古の碑」としてほめたたえ、銘文まで彫りつけているが、実際には過去の研究書に既に拓本があり、また同じく雲南で出土した「爨宝子碑」は義熙元年（405年）の刻なので、これは間違いである。しかし彼がこの碑の存在を天下に広く知らしめたのは確かである。
研究での争点は、同碑の書体に関することに集中している。そもそもこの時期は隷書から楷書への移り変わりがあった時期であったものの、三国時代の戦乱や西晋の滅亡などの混乱によって書道や碑の系譜が絶え絶えになり、どのようにして移行したのかがほとんど不明な状態であった。
このためちょうどその時期に刻された同碑は注目の的となり、多くの学者がこれを「隷書から楷書への移り変わりを反映した碑であり、そこに地方色が入ったもの」と考えた。特に康有為は「隷楷の極則」とまで讃美している。
しかし実際には、当時既に楷書は成立していたということが後世発見された碑などから証明されており、現在では「隷書と楷書の過渡的書体ではあるが、この碑自体は過渡期を反映したものではない」と上述の説を半分否定する形で決着がついている。